# Malawki (obwód miński)
Malawki al. Molawki (biał. Маляўкі, ros. Малявки) – wieś na Białorusi, w obwodzie mińskim, w rejonie mińskim, w sielsowiecie Horanie.
W czasach Rzeczypospolitej ziemie te leżały w województwie mińskim. Odpadły od Polski w wyniku II rozbioru. W granicach Rosji należała do ujezdu mińskiego w guberni mińskiej. Ponownie pod polską administracją w latach 1919–1920 w okręgu mińskim Zarządu Cywilnego Ziem Wschodnich. Ustalona w traktacie ryskim granica polsko-radziecka przebiegła tuż obok wsi, zostawiając ją po stronie sowieckiej.